# Bass Generation

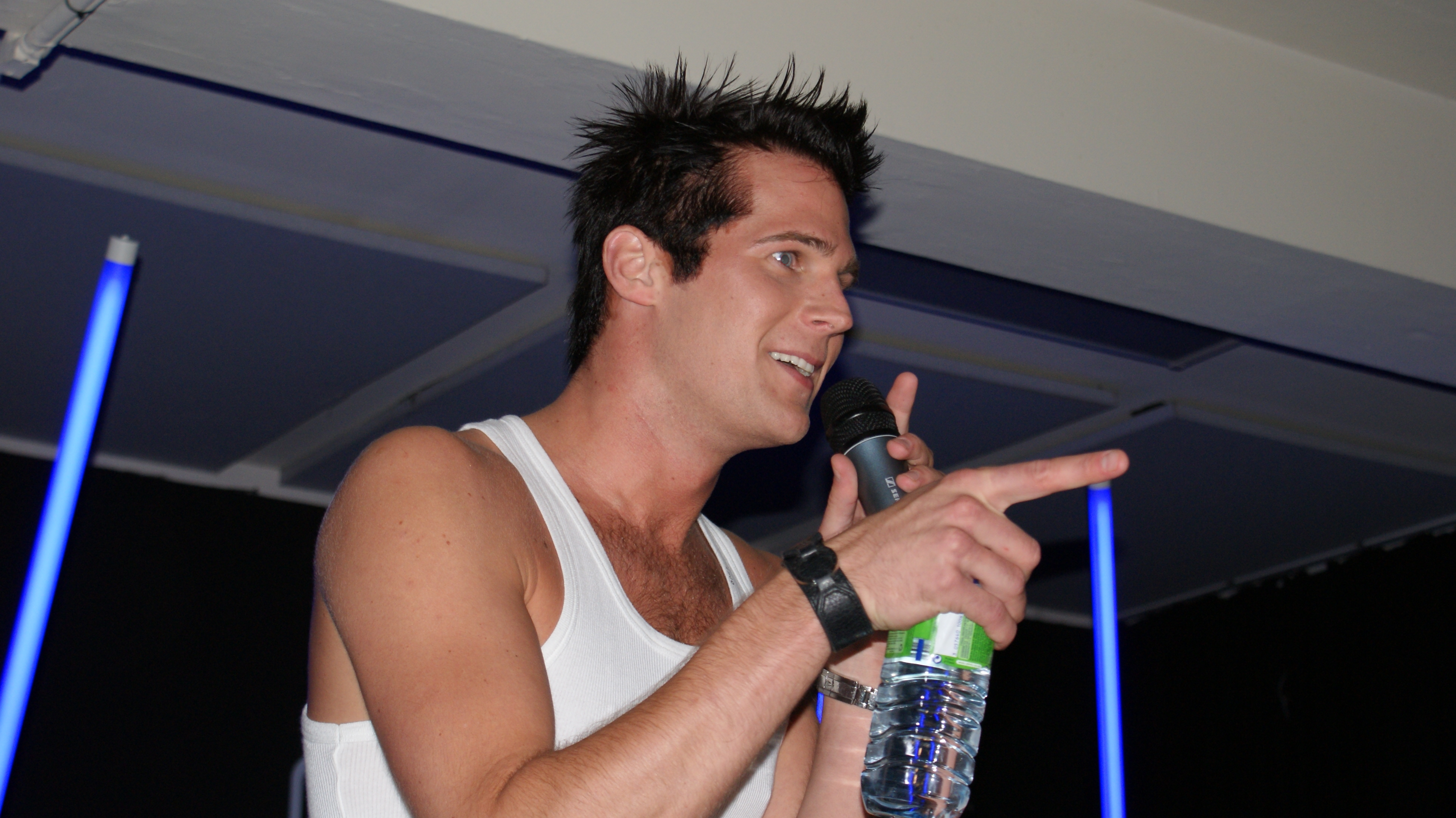
Fotografia de Basshunter l'any 2009.

Bass Generation és l'àlbum del productor de dance suec Basshunter. L'àlbum fou llançat 25 de setembre de 2009 per Hard2Beat Records.

## Llista de cançons
| Núm. | Títol                                      | Durada |
| ---- | ------------------------------------------ | ------ |
| 1    | "Every Morning"                            | 03:19  |
| 2    | "I Promised Myself"                        | 02:38  |
| 3    | "Why"                                      | 03:12  |
| 4    | "I Can't Deny" (feat. Lauren)              | 04:00  |
| 5    | "Don't Walk Away"                          | 03:02  |
| 6    | "I Still Love"                             | 03:33  |
| 7    | "Day & Night"                              | 02:55  |
| 8    | "I Will Learn to Love Again" (feat. Stunt) | 03:08  |
| 9    | "Far from Home"                            | 04:11  |
| 10   | "I Know U Know"                            | 02:46  |
| 11   | "On Our Side"                              | 03:55  |
| 12   | "Can You"                                  | 02:25  |
| 13   | "Plane to Spain"                           | 03:43  |
| 14.1 | "Every Morning" (Michael Mind Edit)        |        |
| 14.3 | "Numbers"                                  | 03:20  |

## Llistes

### Llistes setmanals
| Llista (2008/2009)         | Posició més alta |
| -------------------------- | ---------------- |
| Nova Zelanda Top 40        | 2                |
| Sud-àfrica Top 20          | 14               |
| US Dance/Electronic Albums | 15               |
| Regne Unit Top 100         | 16               |
| Irlanda Top 100            | 16               |
| US Heatseekers Albums      | 34               |
| Dinamarca Top 40           | 39               |
| França Top 200             | 41               |
| Suïssa Top 100             | 73               |

## Certificacions
| País             | Certificació | Vendes  |
| ---------------- | ------------ | ------- |
| Regne Unit (BPI) | Or           | 100 000 |